# Indianul din dulap (film)
Indianul din dulap (titlu original: The Indian in the Cupboard) este un film american din 1995 regizat de Frank Oz. Rolurile principale au fost interpretate de actorii  Hal Scardino, Litefoot, David Keith,  Lindsay Crouse, Richard Jenkins și Rishi Bhat. Scenariul, scris de  Melissa Mathison, se bazează pe un roman omonim de Lynne Reid Banks. Ca și romanul, filmul prezintă povestea unui băiat care descoperă că atunci când închide o jucărie din plastic ce reprezintă un indian Iroquois într-o cutie dintr-un dulap vechi, jucăria prinde viață. 

## Distribuție
- Hal Scardino - Omri
- Litefoot - Little Bear
- David Keith - Boone
- Lindsay Crouse - Jane
- Richard Jenkins - Victor
- Rishi Bhat - Patrick
- Lucas Tejwani și Leon Tejwani - Baby Martin
- Steve Coogan - Tommy Atkins
- Sakina Jaffrey - Lucy
- Vincent Kartheiser - Gillon
- Nestor Serrano - Teacher
- Ryan Olson - Adiel
- Michael Papajohn - Cardassian
- Frank Welker - Special Vocal Effects

## Primire
Rotten Tomatoes a dat filmului un scor de 70% pe baza recenziilor a 20 de critici.